# Letters from the Labyrinth
Letters from the Labyrinth è il sesto album in studio del gruppo musicale statunitense Trans-Siberian Orchestra, pubblicato nel 2015.

## Tracce
1. Time and Distance (The Dash) – 3:44
2. Madness of Men (instrumental) – 4:10
3. Prometheus – 3:39
4. Mountain Labyrinth (instrumental) – 3:15
5. King Rurik (instrumental) – 3:31
6. Prince Igor (instrumental) – 3:04
7. The Night Conceives – 3:38
8. Forget About the Blame (Sun Version) (Johnny Green remake) – 4:15
9. Not Dead Yet – 3:28
10. Past Tomorrow – 3:20
11. Stay (Savatage remake) – 3:00
12. Not The Same – 3:41
13. Who I Am – 2:49
14. Lullaby Night (instrumental) – 2:44
15. Forget About the Blame (Moon Version) (Johnny Green remake) – 4:15